# Trevor Peacock
Trevor Peacock (ur. 19 maja 1931 w Londynie, zm. 8 marca 2021) – brytyjski aktor charakterystyczny, dramaturg i autor tekstów piosenek. Znany przede wszystkim ze swoich ról telewizyjnych, m.in. w serialu komediowym Pastor na obcasach czy operze mydlanej EastEnders.

## Kariera aktorska
Na początkowym etapie swojej kariery Peacock próbował swoich sił jako piosenkarz, jednak szybko skupił się na aktorstwie. Zadebiutował na profesjonalnej scenie teatralnej w 1962, kiedy to dołączył do zespołu Old Vic Theatre w Londynie. Pierwszą dużą rolę zagrał dwa lata później na deskach Open Air Theatre w Londynie, gdzie wystąpił jako Grumio w Poskromieniu złośnicy Szekspira. W kolejnych latach występował w wielu innych inscenizacjach sztuk tego autora, przede wszystkim w Londynie i w Manchesterze. Regularnie pojawiał się również w przedstawieniach opartych na tekstach innych klasyków, jak również pisarzy bardziej współczesnych. Gościnnie występował w przedstawieniach m.in. Royal Shakespeare Company oraz Teatru Narodowego w Londynie.
W 1963 miał miejsce jego debiut kinowy, w filmie The Barber of Stamford Hill. W 1968 zagrał pierwszą niewielką rólkę w telewizji, w wyprodukowanym dla niej spektaklu The Year of the Sex Olympics. W sposób bardziej znaczący zaangażował się w pracę dla tego medium w latach 80., kiedy to wystąpił w kilku produkcjach zrealizowanych w ramach wielkiego projektu BBC, mającego na celu zekranizowanie dla telewizji wszystkich sztuk Szekspira. Zagrał tam m.in. rolę tytułową w Tytusie Andronikusie. Część z tych spektakli ukazała się na DVD również w Polsce, w ramach kolekcji szekspirowskiej Gazety Wyborczej, w której towarzyszyły im teksty sztuk w tłumaczeniu Macieja Słomczyńskiego. Grał również w licznych serialach, m.in. EastEnders, Madame Bovary, The Old Curiosity Shop, Wish Me Luck, Between the Lines, Hotel Babylon czy Jonathan Creek. Najbardziej znanym bohaterem granym przez Peacocka na szklanym ekranie stał się jednak Jim Trott, czerstwy staruszek z niezwykle popularnego serialu komediowego Pastor na obcasach, emitowanego w latach 1994-2007. 

## Kariera literacka
Peacock zadebiutował jako autor piszący dla teatru w roku 1965, gdy wystawiony został musical The Passion Flower, gdzie był autorem tekstów wszystkich piosenek. Taką samą rolę pełnił również przy produkcji Saturday Night and Sunday Morning z 1966. E 1970 w Londynie wystawiony został spektakl Erb, w którym Peacock był również autorem fabuły oraz kompozytorem. W 1978 przygotował równie autorską inscenizację Calineczki. 

## Życie prywatne
Peacock był dwukrotnie żonaty. Jego pierwszą żoną była Iris Jones, jednak związek ten zakończył się rozwodem. Powtórnie ożenił się z Tilly Tremayne. Ma jednego syna, Daniela Peacocka, który również jest aktorem. 